# جاك جنكينز
جاك جنكينز (بالإنجليزية: Jack Jenkins)‏ (1892 بويلز في المملكة المتحدة - 16 أبريل 1946) هو مدرب كرة قدم ولاعب كرة قدم ويلزي في مركز الظهير. لعب مع برايتون أند هوف ألبيون.

## وصلات خارجية
- جاك جنكينز على موقع قاعدة بيانات كرة القدم.إي يو (الإنجليزية)